# 暗黒時代
暗黒時代（英語: Dark Ages）とは、ローマ帝国の衰退に伴い、西ヨーロッパの人口動態、文化、経済が悪化したことを主張する、伝統的な中世前期または中世を指す歴史時代区分である。
この言葉は、伝統的な光と闇のイメージを用いて、この時代の「闇」（記録の欠如）と、それ以前およびそれ以降の「光」（記録の豊富さ）を対比させている。暗黒時代という概念は、1330年代にイタリアの学者ペトラルカが、古典古代の「光」に比べてローマ時代以降の世紀を「闇」とみなしたことに端を発している。暗黒時代という言葉は、ラテン語の「saeculum obscurum」に由来し、1602年にカエサル・バロニウスが10世紀から11世紀にかけての激動の時代に適用したのが始まりである。この概念は、ローマ崩壊からルネサンスまでの間のヨーロッパにおける知的暗黒の時代である中世全体を指すようになり、特に18世紀の啓蒙主義の時代に広まった。
しかし、19世紀から20世紀にかけて、この時代の業績が理解されるようになると、「暗黒時代」の呼称は中世前期（5世紀から10世紀頃）に限定されるようになり、現在ではこの時代での使用も否定されている。現代の学者の多くは、この言葉には否定的な意味合いがあり、誤解を招きやすく不正確であるとして、この言葉を完全に避けている。しかし、ペトラルカが言った侮蔑的な意味は、中世を暴力的で後進的な時代と誤認させるような大衆文化の中では、今でも使われている。